# Duck (album)
Pour les articles homonymes, voir Duck.
Albums de Kaiser Chiefs
Stay Together
(2016)
Singles
1. Record Collection
Sortie : 23 mai 2019
2. People Know How to Love One Another
Sortie : 6 juin 2019

Duck est le septième album studio du groupe britannique de rock Kaiser Chiefs, publié le 26 juillet 2019 sur le label Polydor.

## Liste des chansons
Toutes les chansons sont écrites et composées par Kaiser Chiefs.
| No  | Titre                                     | Durée |
| --- | ----------------------------------------- | ----- |
| 1.  | People Know How to Love One Another       | 3:35  |
| 2.  | Golden Oldies                             | 4:03  |
| 3.  | Wait                                      | 3:50  |
| 4.  | Target Market                             | 4:24  |
| 5.  | Don't Just Stand There, Do Something      | 2:52  |
| 6.  | Record Collection                         | 4:17  |
| 7.  | The Only Ones                             | 3:50  |
| 8.  | Lucky Shirt                               | 3:47  |
| 9.  | Electric Heart                            | 3:09  |
| 10. | Northern Holiday                          | 3:36  |
| 11. | Kurt vs. Frasier (The Battle for Seattle) | 3:24  |